# 意甲职业联盟
意甲职业联盟（義大利語：Lega Serie A，全名Lega Nazionale Professionisti Serie A）组建于2010年，负责意大利足球甲级联赛的运营。2010年之前，意大利足球甲级联赛与意大利足球乙级联赛都由意大利职业联盟（Lega Nazionale Professionisti）运营。由于乙级联赛远不如甲级联赛受关注，获利也远不如意甲，意大利职业联盟长期用意甲赚的钱补贴意乙。2009年4月，意大利职业联盟主席选举中，毛里齐奥·贝雷塔赢得40张有效选票中的36张，击败仅得2票的意大利足协主席詹卡洛·阿贝特，当选新任职业联盟主席。毛里齐奥·贝雷塔上任后提出将仿效英格蘭足球超級聯賽，獨立運營自己的頂級聯賽，让意甲联赛与意乙联赛分家，新成立意甲职业联盟负责意甲的运营，以此解决意甲与意乙的利益分配问题。投票表决中，仅有担心降级的莱切足球俱乐部反对，其余19家意甲足球俱乐部都支持贝雷塔的做法。4月30日，职业联盟宣布将从2010年秋季开始分离意甲与意乙。
意甲职业联盟除运营意甲之外，还负责意大利杯、意大利超级杯、意大利青年联赛、意大利青年杯、意大利青年超级杯的运营。